# Zdeněk Kroča
Zdeněk Kroča (Zlín, 29 settembre 1980) è un ex calciatore ceco, di ruolo difensore.

## Carriera

### Club

#### Tescoma Zlín
Dal 1986 fa parte delle giovanili dello Zlín che nel corso degli anni cambierà diverse denominazioni. Dopo essersi fatto tutta la trafila delle giovanili nel 2000 entra in prima squadra. La squadra milita in Druhá Liga dal 1996 e dopo aver concluso diversi campionati al centro classifica nella seconda divisione del calcio ceco nella stagione 2001-2002 lo Zlín giunge a soli 2 punti dal Dynamo České Budějovice e la squadra viene promossa in Gambrinus Liga. Il Tescoma Zlín conclude il campionato al settimo posto con Kroča titolare in difesa. Dopo 3 campionati consecutivi conclusi in centro classifica nella stagione 2006-2007 Kroča viene ceduto in prestito al Sportfreunde Siegen, squadra tedesca. Qui giocherà 7 incontri siglando una rete. Nel gennaio del 2006 fa un provino coi campioni slovacchi dell'Artmedia, ma viene scartato perché con caratteristiche troppo simili ai giocatori già nella squadra di Bratislava. Comincia la stagione 2007-2008 da titolare, la squadra giunge in una posizione discreta, rimanendo nella massima serie per un altro anno. Nella stagione 2008-09 il Tescoma Zlín è condannato alla retrocessione in Druhá Liga al termine del campionato.

#### Luton Town
Kroča rimane un altro anno prima del termine del contratto che lo porta, il 4 agosto 2010, a firmare per gli inglesi del Luton Town un contratto di un anno più un'opzione per altri tre anni. Esordisce in squadra il 27 novembre 2010 in Charlot-Luton Town 2-2, partita di FA Cup giocando dal 1º minuto. Realizza una rete in Conference National, quinto livello del calcio inglese, contro l'Altrincham. Successivamente segnerà anche contro Newport County e AFC Wimbledon.

## Palmarès

### Club

#### Competizioni nazionali
- Coppa di Lega scozzese: 1

Kilmarnock: 2011-2012